# Love Power Peace: Live at the Olympia, Paris, 1971
Love, Power, Peace: Live at the Olympia, Paris, 1971 é um álbum ao vivo de James Brown. É uma das únicas gravações que documenta uma de suas apresentações com os membros originais dos The J.B.'s apresentando Bootsy e Catfish Collins. (A contribuição do grupo em álbuns como Sex Machine foram na verdade gravadas em estúdio). Love, Power, Peace foi originalmente concebido para ser lançado em 1972 em um álbum triplo, mas foi cancelado quando os membros-chaves dos originais J.B.'s deixaram Brown para se juntar ao Parliament-Funkadelic. O álbum foi finalmente lançado pela primeira vez em 1992, editado em apenas um CD; o show completo, usando a mixagem original de Brown foi mais tarde lançado em julho de 2014 pela Sundazed Records.

## Faixas

### Sequência original de 1971
Lado A
1. "Introduction" - 4:36
2. "Brother Rapp" - 3:02
3. "Ain't It Funky Now" - 5:35
4. "Georgia on My Mind - Part I" - 2:45

Lado B
1. "Georgia on My Mind - Part II" - 3:14
2. "Sunny" - 3:50
3. "Introduction" - 0:49
4. "Signed, Sealed and Delivered" (Bobby Byrd) - 2:10
5. "I Need Help (I Can't Do It Alone)" (Bobby Byrd) - 6:04

Lado C
1. "Intro" (Bobby Byrd) - 0:46
2. "Don’t Play That Song (You Lied)" (Vicki Anderson) - 2:59
3. "Yesterday" (Vicki Anderson) - 3:26
4. "Break and Intro Announcement" - 2:19
5. "Dance & It's A New Day" - 2:50
6. "Bewildered - Part I" - 3:04

Lado D
1. "Bewildered - Part II" - 2:47
2. "There Was a Time" - 2:16
3. "Sex Machine" - 8:39
4. "Try Me - Part I" - 2:02

Lado E
1. "Try Me - Part II" - 0:12
2. "Papa's Got a Brand New Bag / I Got You (I Feel Good) / I Got The Feelin'" - 1:29
3. "Give It Up or Turnit a Loose" - 5:21
4. "It's a Man's Man's Man's World" - 5:53
5. "Who Am I" - 4:08

Lado F
1. "Please Please Please" - 2:06
2. "Sex Machine (Reprise)" - 0:38
3. "Super Bad" - 5:05
4. "Get Up, Get Into It, Get Involved" - 2:07
5. "Soul Power" - 4:22
6. "Get Up, Get Into It, Get Involved (Reprise)" - 2:26
7. "Finale" - 0:52

### Mixagem de 1992
1. "Intro" - 1:12
2. "Brother Rapp" - 3:03
3. "Ain't It Funky Now" - 5:36
4. "Georgia On My Mind" (Hoagy Carmichael, Stuart Gorrell) - 6:11
5. "It's a New Day" - 2:52
6. "Bewildered" (Teddy Powell, Leonard Whitcup) - 4:19
7. Sex Machine (Brown, Bobby Byrd, Ron Lenhoff) - 8:45
8. "Try Me" - 2:19
9. "Medley: Papa's Got a Brand New Bag/I Got You (I Feel Good)/I Got the Feelin'" - 1:29
10. "Give It Up or Turnit a Loose" (Charles Bobbit) - 5:14
11. "It's A Man's Man's Man's World" (Brown, Betty Jean Newsome) - 5:43
12. "Please, Please, Please" (Brown, Johnny Terry) - 2:08
13. "Sex Machine (reprise)" (Brown, Byrd, Lenhoff) - 0:39
14. "Super Bad" - 5:07
15. "Get Up, Get into It, Get Involved" (Brown, Byrd, Lenhoff) - 2:07
16. "Soul Power" - 4:24
17. "Get Up, Get Into It, Get Involved (finale)" (Brown, Byrd, Lenhoff) - 3:33

## Créditos
- James Brown -  vocais, orgão
- Bobby Byrd -  MC, vocais, orgão
- Darryl "Hasaan" Jamison -  trompete
- Clayton "Chicken" Gunnells -  trompete
- Fred Wesley -  trombone
- St. Clair Pinckney -  saxofone tenor
- Phelps "Catfish" Collins -  guitarra
- Hearlon "Cheese" Martin -  guitarra rítmica
- William "Bootsy" Collins -  baixo
- John "Jabo" Starks -  bateria
- Don Juan "Tiger" Martin -  bateria
- David Matthews -  diretor do sopro adicional, cordas[6]